# رايت إيرونوتيكال
رايت إيرونوتيكال (بالإنجليزية: Wright Aeronautical)‏ كانت شركة عاملة بين سنتي 1919 إلى 1929 في مجال بناء الطائرات وكان مقرها في ولاية نيوجرسي الأمريكية.
كانت الشركة مختصة في بناء الطائرات ومحركاتها.
في سنة 1929 اندمجت شركة رايت إيرونوتيكال مع شركة كورتيس للطائرات والمحركات لتتأسس شركة كورتيس رايت.